# Lageren

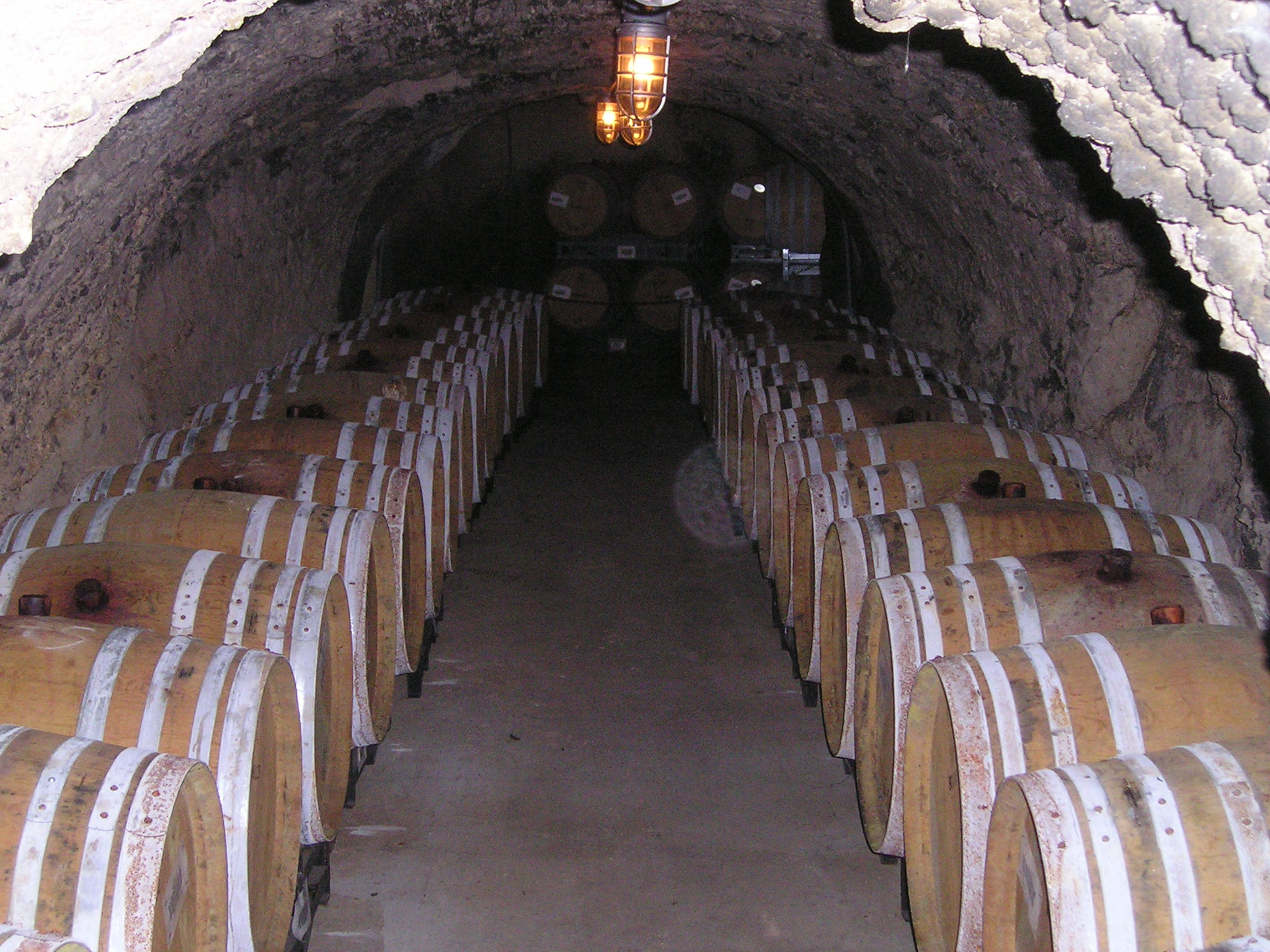
Vaten met rijpende wijn

Lageren is oorspronkelijk het op lagers (paren van lange, houten balken) in vaten te rijpen leggen van bepaalde etens- of drinkwaren. Het is een proces dat onder andere wordt toegepast als onderdeel bij de bereiding van bier, wijn, azijn of kaas. Het dient voor (tijdelijke) opslag en om jonge producten tot een bepaalde smaakevolutie te laten komen.
Bij dranken en azijnen wordt dit proces ook wel rijpen, ouderen of opvoeden genoemd.
Wijnen worden opgeslagen in wijnkelders of bodega’s, in eerste instantie veelal op traditionele wijze in eikenhouten vaten ('in het vat'). Tegenwoordig komt het ook voor dat de lagering in grote roestvaststalen (RVS) tanks plaatsvindt. Wanneer wijnen gebotteld zijn worden deze, als de kwaliteit hierom vraagt, 'op fles' weggelegd om het proces van ouderen of rusten voort te zetten.
Balsamico is een typische azijn die lang kan lageren. De vaten met deze azijn liggen niet opgeslagen in kelders maar op zogenaamde acetaia, zolders.